# Стадницкий, Станислав (каштелян пшемысльский)
Станислав Стадницкий (пол. Stanisław Stadnicki; ок. 1582, Тракай — 17 февраля 1610) — маршалок Коронного Трибунала (1608), каштелян пшемысльский, депутат сейма.

## Биография
Представитель польского шляхетского рода Стадницких герба «Дружина». Сын каштеляна сондецкого Станислава Стадницкого (? — 1583) и Барбары Корытко, дочери стольника львовского Яна Корытко. Брат Адама Александра Стадницкого (ок. 1563—1615), каштеляна пшемысльского и воеводы белзского. Внук каштеляна саноцкого Анджея Стадницкого.
Избирался депутатом от Русского воеводства на сейм в 1590, 1592, 1593, 1595, 1596, 1597, 1606 и 1609 годах.
4 июля 1606 года Станислав Стадницкий получил от короля Речи Посполитой Сигизмунда III Вазы номинацию на должность каштеляна пшемысльского в награду за то, что он остался на стороне короны во время рокоша Зебжидовского (на стороне рокошан находился его родственник Станислав «Дьявол» Стадницкий.
Его жизнь была наполнена судебными процессами, наездами и войнами с соседом Яном Томашем Дрогоевским.
Станислав Стадницкий был дважды женат. Его первой женой была Ядвига Фредро, от брака с которой детей не было. От второго брака с Еленой Лесновольской у него был сын Ян Адам Стадницкий (? — 1651), подкоморий саноцкий. После смерти своего мужа в 1610 году Елена Стадницкая вторично вышла замуж за каштеляна троцкого Николая Кишку.